# Armand Van Helden

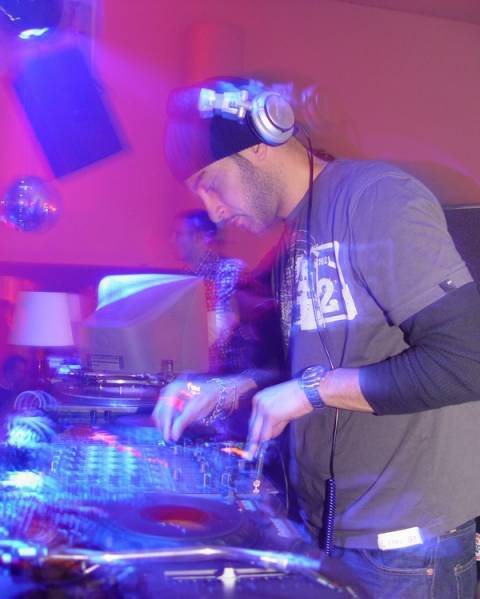
Armand Van Helden im Forum in Trier 2004

Armand Van Helden (* 16. Februar 1970 in Boston) ist ein US-amerikanischer House-DJ und -Produzent.

## Leben und Karriere
Armand Van Helden hat eine multinationale Abstammung: Sein Vater war Niederländer indonesischer Abstammung, seine Mutter ist französischer und libanesischer Abstammung. Da sein Vater bei der US Air Force war, reiste Van Helden schon als Kind rund um die Welt und verbrachte viel Zeit in den Niederlanden, der Türkei und Italien. Im Alter von 13 Jahren kaufte er sich einen Drumcomputer und zwei Jahre später machte er erste Gehversuche als DJ.
1988 kehrte er nach Boston zurück und trat nebenberuflich in verschiedenen Clubs auf. Nach drei Jahren widmete er sich vollständig der Musik. Als Remixer hatte er eine Stelle im Loft, einem führenden Bostoner Club. Ein Mix von Deep Creeds Stay on My Mind wurde seine erste Veröffentlichung. 1992 erschien unter dem Namen Sultans of Swing die Platte Move It to the Left auf dem Label Strictly Rhythm. Sie wurde zu einem Clubhit.
Den weltweiten Durchbruch schaffte Armand Van Helden 1994 mit dem Track Witch Doktor. Er erreichte in den US-Dance-Charts Platz 5.
In den folgenden Jahren erhielt er Remix-Aufträge von bekannten Künstlern wie New Order, Jimmy Somerville und Faithless. Seine Interpretation von Tori Amos’ Song Professional Widow hatte großen Erfolg und wurde ein Nummer-eins-Hit in Großbritannien. In der Folge wurde er auch von den Rolling Stones und Janet Jackson engagiert. 
Armand Van Helden betreibt außerdem noch das HipHop-Projekt AV8. Der Name AV8 ergibt sich aus den Initialen von Armand Van Helden, die acht steht für den achten Buchstaben im Alphabet (H), lässt sich aber englisch auch als aviate (verb zu Luftfahrt) „abheben“ aussprechen.
1996 erschien das erste Album Old School Junkies. Mit der davon ausgekoppelten Single The Funk Phenomena (basierend auf einem Sample des Songs How High des Hip-Hop-Duos Method Man & Redman) hatte er weltweiten Erfolg. Ende Januar 1999 erreichte Armand Van Helden mit seiner Single You Don’t Know Me, einer Coproduktion mit dem Dance-Vocalisten Duane Harden, erneut Platz eins der britischen Charts.
2007 veröffentlichte Armand Van Helden sein Album Ghettoblaster, woraus die Singles NYC Beat sowie I Want Your Soul ausgekoppelt wurden. Beiden Songs gelang der Sprung in die Top 20 der britischen Charts. Der Song I Want Your Soul enthält ein Audiosample der Single Do You Want Right Now der US-amerikanischen R&B-Sängerin Siedah Garrett, welche im Jahre 1985 veröffentlicht wurde. Außerdem enthält der Song I Want Your Soul einen musikalischen Ausschnitt der Single Everything Counts der Synthie-Pop-Gruppe Depeche Mode, die im Jahre 1983 veröffentlicht wurde.
Zusammen mit Dizzee Rascal hatte er mit dem Titel Bonkers 2009 seinen dritten Hit an der Spitze der UK-Charts.
Seit 2009 betreibt er auch das gemeinsame Musikprojekt Duck Sauce zusammen mit dem DJ und Produzenten A-Trak. Es wurde 2009 in New York gegründet.
Ihren ersten Hit hatten sie 2009 mit dem Stück aNYway, das ein Top-40-Hit in mehreren europäischen Ländern wurde. 2010 folgte das nach der US-amerikanischen Sängerin Barbra Streisand benannte Stück. Es verwendet als Sample das Lied Gotta Go Home von Boney M., welches seinerseits auf dem Lied Hallo Bimmelbahn von Nighttrain basiert. Komponiert wurde die Hookline von dem Berliner Heinz Huth. Produziert wurde die Boney-M-Version vom deutschen Produzenten und Sänger Frank Farian und die Nighttrain-Version von Michael Holm. Duck Sauce erreichten damit Platz 1 in Österreich, der Schweiz und Belgien (Flandern und Wallonien) sowie Platz 3 in Großbritannien und Deutschland. Das Duo ist zudem in Australien und Neuseeland erfolgreich.

## Produktionsweise
Armand Van Helden kann weder richtig Noten lesen noch beherrscht er ein klassisches Instrument. Erste Schritte als Produzent machte er mit einer Roland W-30-Workstation.
Seine bevorzugten Werkzeuge sind virtuelle Effekte wie Guitar Rig der Firma Native Instruments sowie AmpliTube des Herstellers IK Multimedia. Beide VST-Plugins simulieren die grundlegenden Eigenschaften von Gitarrenverstärkern.
Für Bassfiguren verwendet er eine Bassgitarre der Firma Fender, deren Klänge er Schritt für Schritt aufnimmt und mit Hilfe von Soft- und Hardware weiter bearbeitet.
Armand Van Helden nutzt Pro Tools.

## Diskografie
Studioalben

| Jahr | Titel                             | Höchstplatzierung, Gesamtwochen, AuszeichnungChartsChartplatzierungen (Jahr, Titel, Platzierungen, Wochen, Auszeichnungen, Anmerkungen) | Anmerkungen                             |
| Jahr | Titel                             | UK | Anmerkungen                             |
| ---- | --------------------------------- | --- | --------------------------------------- |
| 1996 | Old School Junkies: The Album     | — | Erstveröffentlichung: 8. Oktober 1996   |
| 1997 | Sampleslaya: Enter the Meatmarket | — | Erstveröffentlichung: 10. November 1997 |
| 1998 | 2 Future 4 U                      | UK2 Silber · (7 Wo.)UK | Erstveröffentlichung: 30. November 1998 |
| 2000 | Killing Puritans                  | UK38 (2 Wo.)UK | Erstveröffentlichung: 6. Juni 2000      |
| 2002 | Gandhi Khan                       | — | Erstveröffentlichung: 2. Oktober 2001   |
| 2005 | Nympho                            | — | Erstveröffentlichung: 4. Juli 2005      |
| 2007 | Ghettoblaster                     | — | Erstveröffentlichung: 24. April 2007    |
| 2016 | Extra Dimensional                 | — | Erstveröffentlichung: 25. November 2016 |